# Tricheilostoma
Genre
Synonymes
- Guinea Hedges, Adalsteinsson & Branch, 2009 nec Koçak & Kemal, 2008

Tricheilostoma est un genre de serpents de la famille des Leptotyphlopidae. 

## Répartition
Les 5 espèces de ce genre se rencontrent en Afrique subsaharienne.

## Liste des espèces
Selon The Reptile Database (3 décembre 2014) :
- Tricheilostoma bicolor (Jan, 1860)
- Tricheilostoma broadleyi (Wallach & Hahn, 1997)
- Tricheilostoma dissimilis (Bocage, 1886)
- Tricheilostoma greenwelli (Wallach & Boundy, 2005)
- Tricheilostoma sundewalli (Jan, 1862)

## Taxinomie
Les espèces de ce genre ont été placées par erreur dans le genre Guinea en 2009 suite une erreur sur l'identité de l'espèce-type de Tricheilostoma.

## Publication originale
- Jan, 1860 : Iconographie générale des ophidiens. Tome Premier, J. B. Balliere et Fils, Paris (texte intégral).